# El sol en el cielo es rojo
«El sol en el cielo es rojo» (en chino: 天上太陽紅彤彤, romanizado: Tiān shàng tàiyáng hóng tóng tóng) es una canción patriótica comunista escrita en honor a Mao Zedong, revolucionario y primer presidente de la República Popular China. En 2021, esta canción se hizo popular como meme de Internet en las comunidades en línea del mundo occidental.

## Historia
El letrista de «El sol en el cielo es rojo» es Xu Wenxing, mientras que la composición musical estuvo a cargo de Song Yang. Está adaptado de la canción popular de Jiangxi «Balada para recoger el té». Después de la liberación pacífica de Hunan en 1949, Song Yang y otro músico Yi Yang adaptaron «El sol en el cielo es rojo» en una armonía de cuatro partes en Changsha. En ese momento, la canción ya era ampliamente difundida. El tercer volumen del álbum Nuevas canciones del campo de batalla, publicado en mayo de 1974, incluía «El sol en el cielo es rojo». La colección de odas de Mao Zedong Sol Rojo - Red Sun - Nuevo coro rítmico de la oda a Mao Zedong lanzada en 1991 también incluye esta canción. El cantante Anson Hu también cantó esta canción, que se incluyó en el álbum Canción roja, lanzado en 2009.

## Meme de Internet
En 2021, la canción se convirtió inesperadamente en un meme de Internet en comunidades en línea de todo el mundo occidental, y los internautas mezclaron la canción con otros memes relacionados con la República Popular China, como Bing Chilling y Sistema de crédito social chino. Su uso se considera como una burla del Partido Comunista de China.